# IC 2129
IC 2129 — галактика типу NF (в процесі підтвердження) у сузір'ї Заєць.
Цей об'єкт міститься в оригінальній редакції індексного каталогу.